# Tawitawibrunduva
Tawitawibrunduva (Phapitreron cinereiceps) är en fågel i familjen duvor inom ordningen duvfåglar.

## Utseende och läte
Tawitawibrunduvan är en mellanstor till stor (27 cm), övervägande brun duva. Det mattgråa på huvudet övergår i purpurglänsande brunt i nacken. Resten av ovansidan är varmt mörkt olivbrun. Underidan är varmbrun med rostfärgad anstrykning, framför allt på buken, på undergumpen brunare och grått på undre stjärttäckare. Lätet består av en serie hoande ljud som accelererar likt en pingisboll.

## Utbredning och systematik
Tawitawibrunduva förekommer endast på ön Tawi-Tawi i filippinska Suluöarna. Tidigare behandlades mindanaobrunduva (P. brunneiceps) som en underart och vissa gör det fortfarande.

## Status
Tawitawibrunduvan har en mycket liten population bestående av under 1000 vuxna individer. Den antas också ha minskat kraftigt till följt av skogsavverkningar. IUCN kategoriserar därför arten som starkt hotad.